# Rio Brăneasa (Valea Ursului)
O Rio Brăneasa é um rio da Romênia afluente do Valea Ursului, localizado no distrito de Sibiu.